# Tatort: Stoevers Fall
Stoevers Fall ist ein Fernsehfilm aus der Kriminalreihe Tatort der ARD und des ORF. Der Film wurde vom Norddeutschen Rundfunk unter der Regie von Jürgen Roland produziert und am 5. Juli 1992 erstmals ausgestrahlt. Es handelt sich um die 260. Tatort-Folge. Für Kriminalhauptkommissar Paul Stoever (Manfred Krug) ist es der 18. Fall, für seinen Kollegen KHK Peter Brockmöller (Charles Brauer) der 15. Fall.

## Handlung
In St.-Pauli überrascht der „St. Pauli-Pate“ Berger einen Einbrecher in seinem Büro. Als er den Mann als Erich Born erkennt, wird er von dem Einbrecher erschossen. Stoever und Brockmöller werden zum Tatort gerufen und erfahren von dem Reporter Horstmann, dass Berger dabei war, die gesammelten Werke seines Archivs zu veräußern. In jahrelanger Arbeit hatte er Filmszenen und Dokumente über interessante Besucher der Bordelle gesammelt. Das dürfte für Nervosität bei einigen der Herren gesorgt haben, denn selbst Mitglieder des Polizeiapparates sind darunter zu finden. Horstmann ist bereits in Besitz eines der Filme, auf dem der heutige Stabsbereichsleiter für Organisierte Kriminalität, Lindemann, Spitzname "Feinfein", zu sehen ist. Allerdings ist dieser Film schon über zehn Jahre alt und laut Born wäre noch neueres und brisanteres Material zu erwarten. Berger hatte sich an den Reporter gewandt, da er der Polizei nicht traut und dort einen Maulwurf vermutet. Kurz darauf wird Born tot aus der Elbe gefischt. Die Prostituierte Carola Naumann bestätigt Stoever, dass Lindemann in der Tatnacht mit einem Aluminiumkoffer von Berger kam. Als sich Borns Freundin Tanja Schneider bei der Fotojournalistin Uschi Petzold meldet, um eine Aussage zu machen, wird sie kurze Zeit später vom Balkon gestoßen. Stoever hatte Schneiders Anruf direkt mitbekommen und kann den Täter noch in ihrer Wohnung festnehmen, doch einem fähigen Anwalt gelingt es, die Tat als Selbstmord darzustellen und den Täter freizubekommen.
Die Kommissare kommen allmählich dahinter, dass aus den Reihen der Polizei Informationen zum „Kiez“ durchdringen, so wie es Born angedeutet hatte. In letzter Zeit sind jegliche Aktionen im Rotlichtmilieu fehlgeschlagen, was tatsächlich einen Maulwurf vermuten lässt. Für Stoever kommt dafür nur Lindemann in Betracht, was er zu beweisen versucht. Reporter Horstmann kommt ihm zuvor, indem er den Skandal der korrupten Beamten in der Zeitung veröffentlicht. Da er jedoch den Fehler macht und andeutet, noch mehr brisantes Material zu besitzen, wird er am nächsten Tag von Bordellbesitzer Hammesfahr in eine Falle gelockt und erschossen.
Stoever versucht, die gestohlenen Filme und Dokumente zu finden, die Erich Born vor seinem Tod versteckt hat. Als ihm das gelingt, kann er die Verstrickung Lindemanns beweisen, aber ehe dieser zur Rechenschaft gezogen werden kann, richtet er sich selber und erschießt sich. Auch Hammesfahr muss sich nicht mehr vor Gericht verantworten, da er von Stoever im Rahmen der Sicherstellung der Dokumente getötet wurde. Später erfährt er, dass dieser seinen Freund Horstmann erschossen hatte.

## Hintergrund
In Stoevers Fall ist der Regisseur Jürgen Roland in einem Cameo als Passant zu sehen. Verschiedene Szenen des Films wurden in der Kneipe Zur Ritze gedreht.

## Rezeption

### Einschaltquoten
Bei seiner Erstausstrahlung am 5. Juli 1992 hatte Stoevers Fall 15,86 Millionen Zuschauer, was einem Marktanteil von 52,80 Prozent entspricht. Die Episode gehört zu den Tatort-Folgen mit den höchsten Zuschauerzahlen und ist die bis heute erfolgreichste Erstsendung nach dem 1992 geänderten Quotenmess-Modus (Stand: 14. April 2013).

### Kritik
TV Spielfilm schrieb Stoevers Fall sei „ein clever-realistischer Krimi“ und fasste zusammen: „Kluger Krug-Krimi kontra Korruption“.